# Genio alado

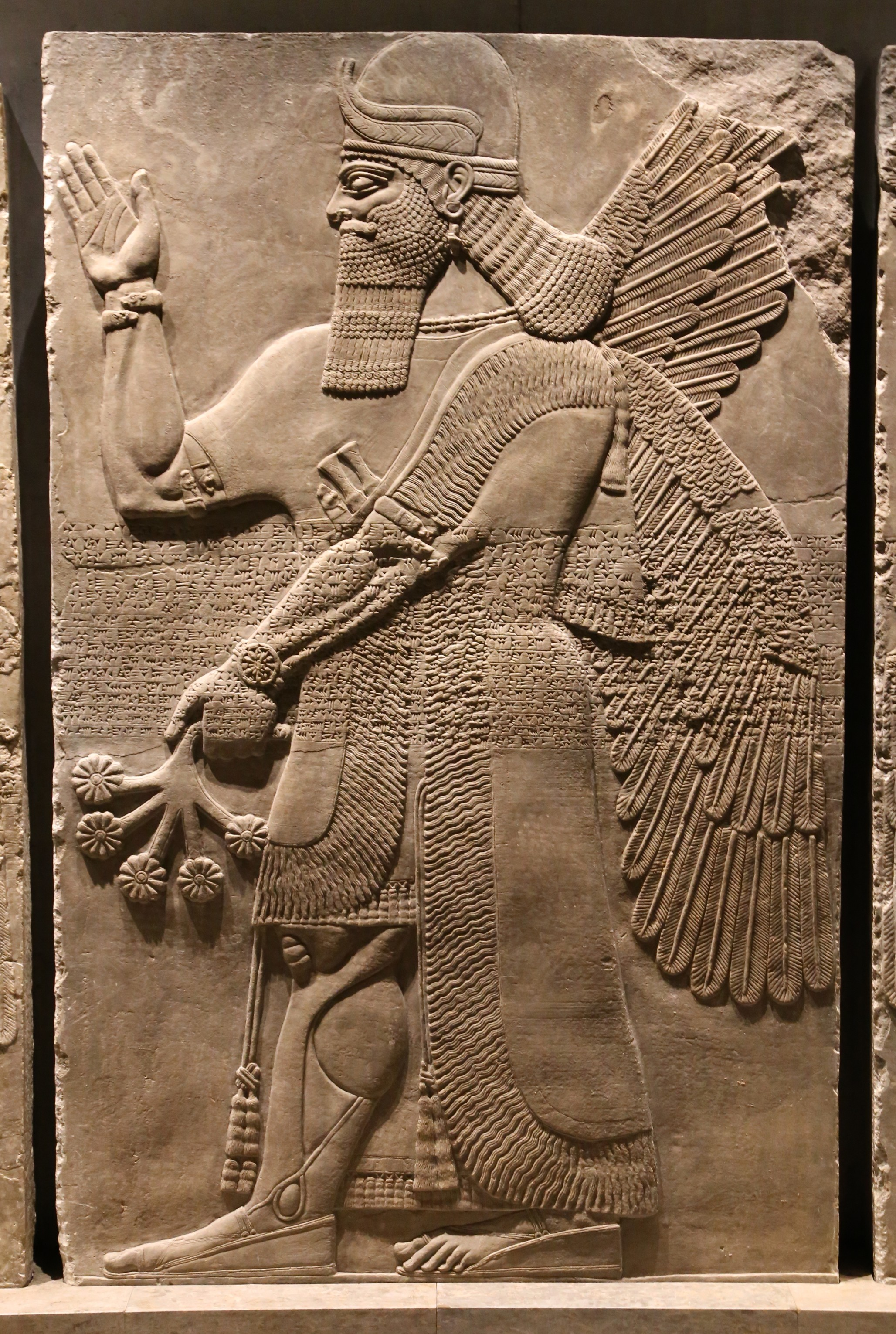
Genio alado, c. 870 a. C., con una inscripción que le atraviesa el vientre.

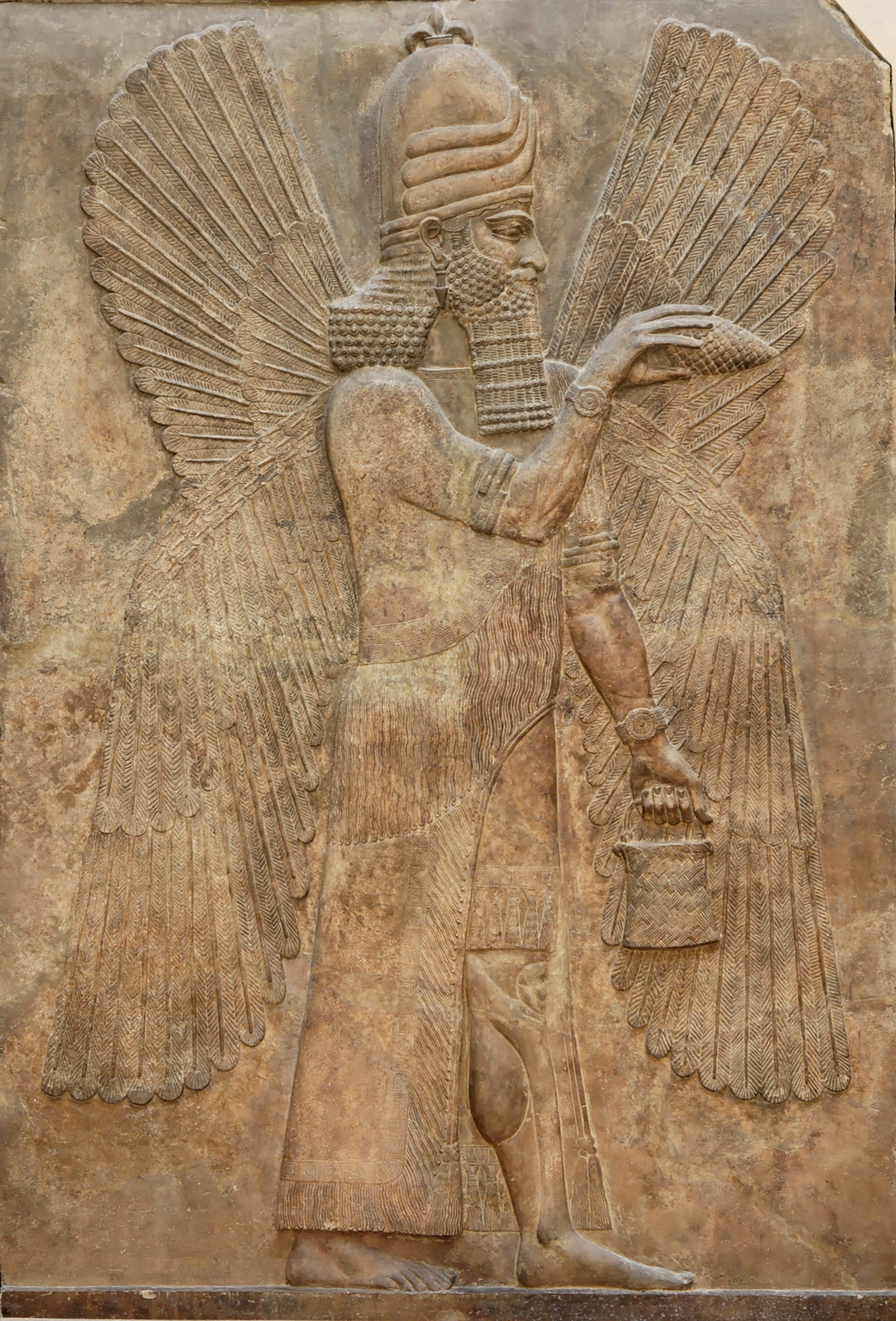
Un genio de cuatro alas con el motivo de Cubo y cono. Relieve del muro norte del Palacio del rey Sargón II en Dur Sharrukin, 713-716 a. C.

Genio alado es el término convencional para un motivo recurrente en la iconografía de la escultura asiria.
Los genios alados suelen ser figuras masculinas con barba que lucen alas de aves. Los genios son un rasgo que reaparece en el antiguo arte asirio, y se muestran de forma más destacada en palacios o lugares de la realeza.  Los dos lugares más notables donde existieron los genios fueron el palacio Kalhu de Asurnasirpal II  y el palacio Dur Sharrukin de Sargón II.

## Variaciones de estilo
Aparecen en los relieves de las paredes y en todo el conjunto de los templos y palacios de muy diversas formas. Hay tres tendencias estilísticas comunes en los relieves con genios.  En primer lugar, hay figuras barbudas y aladas que llevan un casco con cuernos. A continuación, hay figuras barbudas y aladas que llevan una diadema en lugar de un casco. Por último, hay figuras masculinas aladas y musculosas con cabeza de pájaro. Suelen llevar rosetas en la diadema y/o en las muñecas. La mayoría de las veces llevan una túnica de manga corta, hasta la rodilla, con un dobladillo con borlas. Por encima de la túnica llevan un chal con flecos hasta los tobillos que cubre la pierna cercana, rodea el cuerpo y cuelga del hombro izquierdo, con el extremo colgando por la espalda hasta la cintura.

## Origen
Todos estos genios han sido interpretados como seres conocidos como sabios apkallu en acadio. Eran seres que existían durante una generación divina de la humanidad. Estos seres estaban estrechamente relacionados con el dios Enki. Durante la era antediluviana la humanidad fue «cubierta» o más comúnmente referida como el gran diluvio, y los habitantes fueron purificados y vagaron por la tierra como genios invisibles. Otras referencias describen a los apkallu como humanos purificados que fueron enviados a Apsû, el reino subterráneo de agua dulce de Enki/Ea, por Marduk el dios gobernante.

## Funciones
Aparte de su vestimenta, los genios fueron creados con varios símbolos de funcionamiento diferentes. Varios genios aparecen portando un pequeño cuadrúpedo. Esta pequeña criatura, posiblemente un cervatillo o una gacela, se ha interpretado como una representación de un chivo expiatorio. Esta criatura se utilizaba para contener el espíritu de un demonio exorcizado. Los genios sostenían al cuadrúpedo para mostrar sus poderes sobrenaturales de protección para el rey y su pueblo. La otra interpretación de este símbolo reside en su asociación con la abundancia. Los genios que sostienen el cuadrúpedo representan el razonamiento divino de la abundancia del reino y la protección sobre dicha abundancia.
Otras representaciones de genios los muestran sosteniendo lo que parecen ser una piña y un cubo. Estos dos elementos se asocian comúnmente con el Árbol de la vida. Muchas interpretaciones han afirmado que la representación es de los genios fertilizando el árbol y cuidándolo. Otras interpretaciones sitúan la piña como un objeto conocido como mu-li-la, y en conjunción con el cubo, se utiliza para alejar las fuerzas del mal ya sean reales o sobrenaturales. Otra interpretación afirma que el árbol y el sol sobre él representan la distinción entre el cielo y la tierra. Algunas teorías afirman que estos símbolos están directamente relacionados con el culto a Asur, donde el sol simboliza a Shamash el dios del sol y el árbol al propio Asur. Por lo tanto, se infiere que los genios que protegen el árbol representan las fuerzas sobrenaturales que los asirios creían que protegían la tierra y, más importante, el Imperio asirio.

## Similitud con el rey
Debido a la naturaleza ornamental de los reyes y los genios, hay muchas veces en las que la distinción entre el rey y un genio es imposible. Van vestidos con ropas idénticas y si el genio no tiene alas no hay nada que lo separe de un humano. Tanto los genios como el rey llevarían pendientes formados por un único colgante de punta cónica suspendido de una media luna. Además, si un genio tuviera barba no habría nada que la diferenciara de la de un humano. La barba estándar de un humano constaba de tres capas, y el genio también la tendría.  Existen variaciones de barbas posteriores, pero aun así no distinguen a los genios del rey.

## Influencia intercultural
Los genios alados coexistieron con otros numerosos híbridos mitológicos en el arte de la Primera Edad del Hierro de Asiria y Asia Menor. Influyeron en la Grecia Arcaica durante su periodo orientalizante, dando lugar a las criaturas híbridas de la mitología griega como la quimera, el grifo o Pegaso y, en el caso del «hombre alado», Talos. El período orientalizante tiene su origen en la Edad del Hierro temprana (siglo IX a. C.) de Creta, donde se encuentran figuras barbudas y aladas claramente inspiradas en los patrones asirios grabadas en cuencos de bronce y otros artefactos.
El «hombre alado» también aparece entre los hayyot de la visión de Ezequiel, y a través de Revelación 4:7 se convierte en el símbolo de Mateo el Evangelista. Los serafines de Isaías (6:1-3) tienen seis alas cada uno.

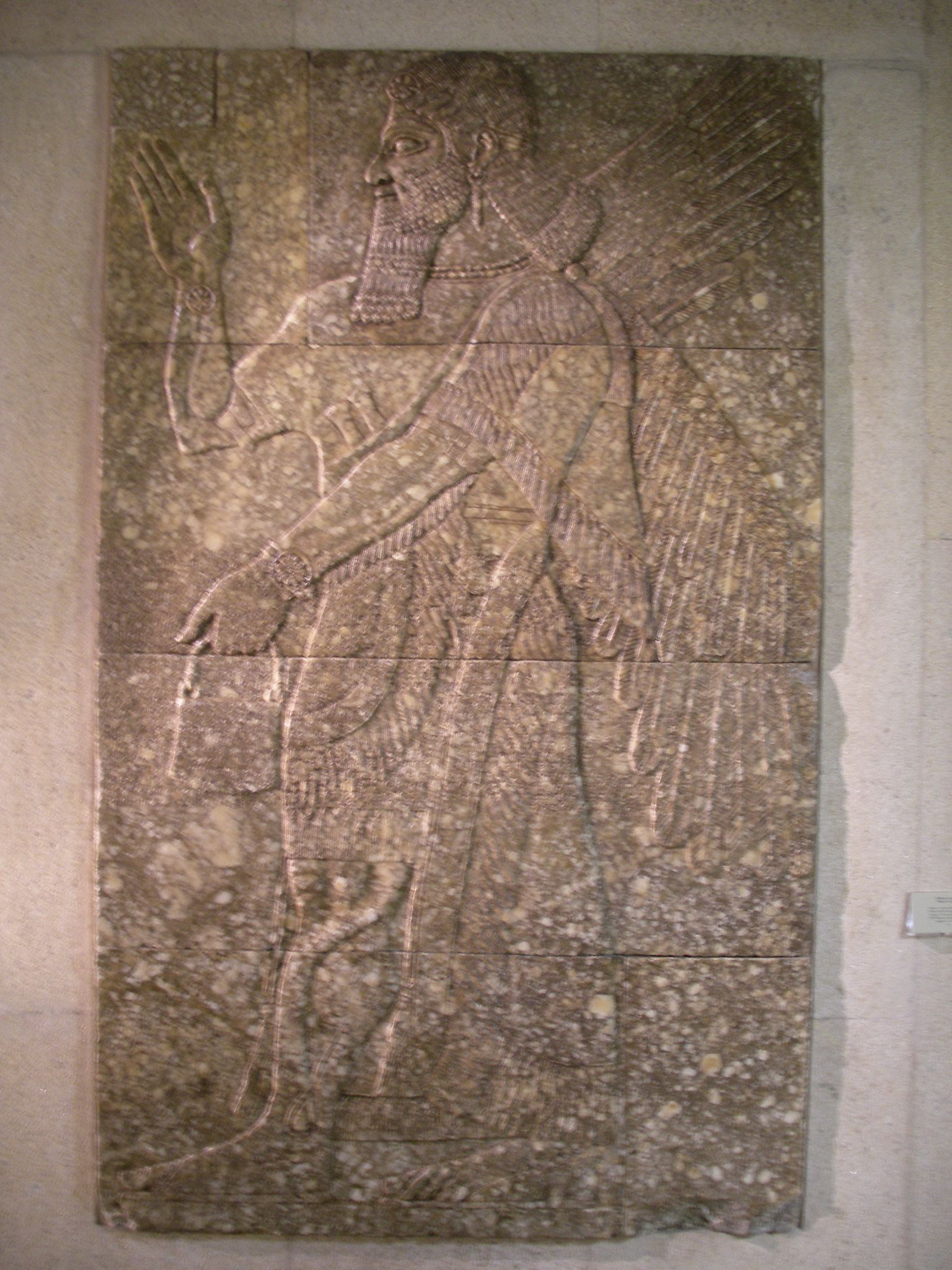
Genio alado del palacio de Nimrud de Asurnasirpal I, actualmente en el Museo Calouste Gulbenkian de Lisboa.
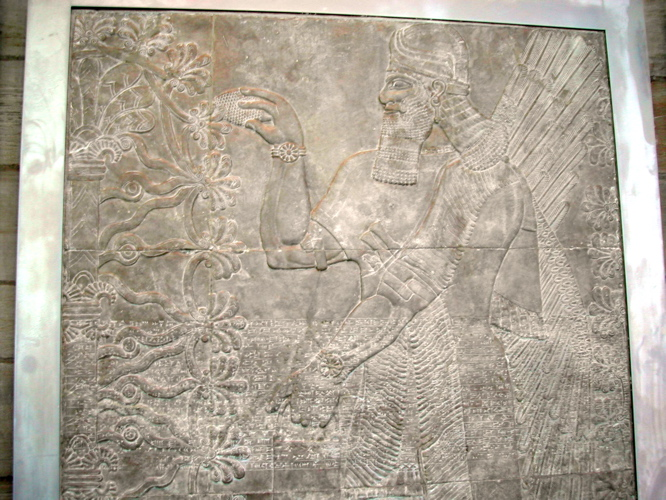
Genio alado polinizador, conservado en la Galería de Arte de la Universidad Yale.